# Straßenbahn Portsmouth (New Hampshire)
Die Stadt Portsmouth im US-Bundesstaat New Hampshire hatte von 1899 bis 1925 einen Straßenbahnbetrieb.

## Geschichte

### Portsmouth Electric Railway
Bereits am 4. August 1887 wurde die Portsmouth Horse Railroad Company gegründet. Sie beabsichtigte, die Stadt mit dem südlichen Nachbarort Rye durch eine Pferdebahn zu verbinden. Die Strecke sollte vom Bahnhof Portsmouth ausgehen und durch die Deer, Vaughan, Congress und Islington Street führen. Gebaut wurde sie jedoch nicht. Am 25. August 1892 erhielt die Gesellschaft eine vorläufige Genehmigung zum Bau einer elektrischen Straßenbahn, die jedoch ebenfalls nicht genutzt wurde. Am 29. März 1898 wurde bekannt, dass die Portsmouth and Dover Railroad die Bahngesellschaft gekauft hatte. Sie benannte sie in Portsmouth Electric Railway Company (PER) um. Die Gesellschaft kaufte auch die Rye Beach Electric or Horse Railroad, die am 29. März 1893 gegründet worden war und eine Konzession für eine Strecke vom Bahnhof North Hampton nach Little Boar's Head und Rye Beach hatte.
Nach mehreren öffentlichen Anhörungen im Frühjahr 1898, bei denen niemand aus Rye oder Hampton erschienen war, der die Bahn befürwortete, es aber einige Stimmen gab, die eine Beeinträchtigung des Ortsbildes der beiden Urlaubsorte fürchteten, erteilte die Regierung nur eine Genehmigung für den Bau der geplanten Linien in Portsmouth und New Castle. Nachdem die Gesellschaft eine andere Route durch Rye vorschlug, erhielt sie am 14. November 1898 schließlich die Genehmigung für das Ortsgebiet von Rye. Bereits im September hatten die Bauarbeiten begonnen. Durch den Winter verzögert, wurden erst im Juni 1899 die Bauarbeiten abgeschlossen. Am 1. Juli eröffnete die Gesellschaft ihre ersten Strecken:
- Rye-Linie: Portsmouth, Market Square – Congress Street – Middle Street – Miller Avenue – Sagamore Avenue – Sagamore Road – Stadtgrenze nach Rye
- Islington-Street-Linie: Portsmouth, Market Square – Congress Street – Islington Street – Ecke Frenchman's Lane
- Christian-Shore-Ringlinie: Portsmouth, Market Square – Market Street – Deer Street (mit einem kurzen Abzweig zum Bahnhof) – Vaughan Street – Raynes Avenue – Maplewood Avenue – Dennett Street – Bartlett Street – Islington Street – Congress Street – Market Square

Der Betriebshof befand sich in der Bartlett Street, direkt neben der Eisenbahnstrecke. Am 14. August folgte die South-Road-Linie vom Market Square über Congress Street, Middle Street, Lafayette Road zur South Road. Die Rye-Linie wurde am 27. August durch die Sagamore Road bis Lang's Corner verlängert und am 1. September begann der reguläre Verkehr über Lang's Corner hinaus durch die westliche Wallis Road bis Rye Corner (Ecke Washington Road). Die ebenfalls konzessionierten Strecken in Portsmouth durch die South Street, die State Street und nach Noble's Island sowie nach New Castle und der Ring durch die Wallis Road und Washington Road in Rye wurden nicht gebaut.
Am 24. Juni 1900 wurde die Rye-Linie über die Washington Road, Central Road, Ocean Boulevard, weiter über eigenen Bahnkörper bis zur Atlantic Avenue, über diese ein kurzes Stück ostwärts, weiter über eigenen Bahnkörper wieder bis zum Ocean Boulevard bis Portsmouth Junction verlängert und zwei Tage später der reguläre Betrieb auf dieser Strecke aufgenommen. In Portsmouth Junction bestand eine Gleisverbindung zur Exeter, Hampton and Amesbury Street Railway (EH&A) in Richtung Massachusetts. Die Fahrten endeten nicht in Portsmouth Junction, sondern führten über die EH&A bis Hampton Beach. Am 14. Juli des gleichen Jahres ging auch der Abzweig durch Atlantic Avenue bis zum Bahnhof North Hampton an der Bahnstrecke East Boston–Portsmouth in Betrieb.
Nachdem 1900 die Boston and Maine Railroad die Portsmouth&Dover aufgekauft hatte, besaß sie sämtliche Eisenbahnstrecken in Portsmouth sowie die PER. Sie ersuchte nun um die Baugenehmigung für die weiteren geplanten Strecken. Die Stadt gab der Bahngesellschaft jedoch nur bis zum 1. Dezember 1901 Zeit, sämtliche Strecken fertigzustellen. Die Boston&Maine baute zunächst die Verbindung der South-Road-Linie und der Islington-Street-Linie über die South Road, Middle Road, Plains Avenue und Islington Street, wodurch diese beiden Linien zu einer Ringlinie, der Portsmouth-Plains-Linie, zusammengefasst werden konnten. Sie wurde am 4. Juli 1901 eröffnet. Weitere Strecken wurden durch die PER nicht gebaut.
Am 1. Mai 1920 wurde die Zweigstrecke nach North Hampton stillgelegt, gefolgt von der Christian-Shore-Linie am 15. September 1924 und den beiden übrigen Linien am 16. Mai 1925.

### Portsmouth and Exeter Street Railway
Am 7. März 1901 wurde die Portsmouth and Exeter Street Railway Company gegründet, um eine Überlandstraßenbahn von Portsmouth über Greenland und Stratham zum Bahnhof in Exeter zu bauen. Die Bauarbeiten begannen am 16. April 1902 und am 11. September 1902 konnte die Bahn eröffnet werden. Die Strecke schloss an der Kreuzung Middle Road/Plains Avenue an das Netz der Straßenbahn Portsmouth und in Exeter an der Kreuzung High Street/Portsmouth Avenue („Exeter Junction“) an die Straßenbahn Exeter–Hampton Village an. Die Betriebsführung oblag anfangs der Exeter, Hampton and Amesbury Street Railway, ging jedoch 1905 an die New Hampshire Electric Railways (NHER). Für den Abschnitt von Exeter Junction bis zum Bahnhof Exeter hatte die Bahngesellschaft ein Mitbenutzungsrecht vereinbart. Dabei befuhren anfangs die Wagen in Richtung Bahnhof die Water Street und Main Street und in Richtung Portsmouth die Lincoln Street, Garfield Street, Kossuth Street und Front Street, sodass ein Richtungswechsel in Exeter entfiel. Ab 1907 wurde der Ring in die andere Richtung befahren. Die Strecke kreuzte in Greenland die Bahnstrecke Portsmouth–Bow Junction niveaugleich. Mit dem Eigentümer, der Boston&Maine, wurde vereinbart, dass nur ein Sicherungsposten aufgestellt werden musste, wenn ein Straßenbahnwagen die Kreuzung passierte.
Die Bahn war zu keinem Zeitpunkt ihres Bestehens rentabel. Am 19. Januar 1910 ging schließlich die Portsmouth&Exeter in Konkurs und die NHER stellte den Betrieb zwischen Portsmouth und Exeter schließlich am 22. April 1912 ein und baute die Gleise daraufhin ab. Die Boston&Maine pachtete einen Teil der Strecke von Portsmouth bis Greenland Parade am 1. November 1912 und baute die Gleise auf diesem Abschnitt wieder auf. Am 23. Dezember wurde der Betrieb bis Greenland wieder aufgenommen. Der Betrieb rentierte sich jedoch nicht und mit Ablauf des Pachtvertrags am 15. März 1916 wurde der Betrieb wieder eingestellt und die Gleise nun endgültig abgetragen.

## Betrieb
Die Hauptlinie von Portsmouth nach Hampton Beach wurde im Sommer teilweise im 15-Minuten-Takt betrieben, im Winter genügte eine Fahrt pro Stunde. Ab etwa 1916 verkehrten auch im Sommer nur noch halbstündlich Wagen nach Hampton Beach. 
Nach North Hampton verkehrten Pendelwagen vom Abzweig Little Boar's Head (Atlantic Avenue) im Anschluss an die Züge der Boston&Maine am Bahnhof North Hampton. Einige Wagen verkehrten durch bis Portsmouth. 
Auf der Christian-Shore-Linie verkehrten anfangs jeweils alle 30 Minuten Wagen in beide Richtungen. Ab dem Sommerfahrplan 1916 wurde der Ring im Uhrzeigersinn nur noch an Sonntagen nachmittags und abends befahren, sonst ausschließlich entgegen dem Uhrzeigersinn. Ab dem 3. November 1918 verkehrten wieder ganztags Wagen in beide Richtungen, jedoch jeweils nur noch stündlich. Ab 30. Oktober 1922 verkehrten nur noch einzelne Fahrten entgegen dem Uhrzeigersinn, die Gesamtzahl der Fahrten blieb jedoch gleich. Vom 14. Dezember 1923 an wurde der Ring nur noch entgegen dem Uhrzeigersinn befahren, zunächst stündlich, ab dem Sommerfahrplan 1924 jedoch wieder halbstündlich. 
Auf der Islington-Street-Linie verkehrten anfangs nur wenige Fahrten pro Tag, während zur South Road alle 30 Minuten eine Bahn fuhr. Nach dem Ringschluss fuhren in jede Richtung alle 30 Minuten Straßenbahnen. Im Herbst 1917 wurde die Taktfolge auf eine Stunde gedehnt, jedoch am 30. Juni 1919 wieder auf 30 Minuten verkürzt. Zwischen dem 14. Dezember 1923 und dem Sommerfahrplan 1924 fuhren erneut nur noch stündlich Bahnen in beide Richtungen, danach wieder alle halbe Stunden.
Die Strecke nach Exeter befuhr im Sommer alle 30 Minuten und zu den übrigen Jahreszeiten alle 60 Minuten ein vierachsiger Triebwagen. Die Endstelle in Portsmouth befand sich wie die der PER-Linien am Market Square. Bereits kurz nach der Eröffnung wurde sie jedoch zur Kreuzung Congress Street/Middle Street zurückgenommen. Zu den Zeiten, in denen die Portsmouth&Exeter alle 30 Minuten verkehrte, wurde die Portsmouth-Plains-Linie nur zwischen Market Square und Plains (Middle Road/Plains Avenue) über die Islington Street betrieben. In den übrigen Jahreszeiten verkehrte nur jeder zweite Wagen der Portsmouth-Plains-Linie über den vollen Ring. Bei den an der Plains Avenue endenden Fahrten wechselte das Wagenpersonal der PER dabei auf den Triebwagen der Portsmouth&Exeter und fuhr diesen in die Innenstadt und zurück, während die Besatzung der Portsmouth&Exeter an der Plains Avenue Pause machte. So konnte die Portsmouth&Exeter darauf verzichten, ein Mitbenutzungsrecht zu vereinbaren. Bereits ab 1904 wurde der Fahrplan der Portsmouth&Exeter wegen der geringen Auslastung auf einen ganzjährigen Stundentakt ausgedünnt. Ab Sommer 1905 fuhren nur noch im Sommer, von Juni bis September, stündlich und ansonsten alle zwei Stunden Wagen. Gleichzeitig endeten alle Fahrten an der Plains Avenue und die Portsmouth-Plains-Linie wurde wieder unabhängig betrieben. Außerdem wurden nun nur noch zweiachsige Wagen eingesetzt, die eine längere Fahrzeit hatten.